# جینا گرشان
جینا گِرشان (به انگلیسی: Gina Gershon) (زاده ۱۰ ژوئن ۱۹۶۲) بازیگر و خواننده آمریکایی است.
از فیلم‌های او می‌توان به پی‌نوشت: دوستت دارم، تغییر چهره اشاره کرد.

## فیلم‌شناسی
فهرست برخی از فیلم‌هایی که جینا گرشان در آنها به ایفای نقش پرداخته‌است:
- دخترها فقط می‌خواهند لذت ببرند-۱۹۸۵
- کوکتل-۱۹۸۸
- زیبا در لباس صورتی-۱۹۸۶
- داغ سرخ-۱۹۸۸
- طلوع وودو-۱۹۹۱
- شهر امید-۱۹۹۱
- در جستجوی عدالت-۱۹۹۱
- تب جنگل-۱۹۹۱
- بازیگر-۱۹۹۲
- بهترین بهترین‌ها ۳: هیچ راه بازگشتی نیست-۱۹۹۵
- دختران شو-۱۹۹۵
- محدودیت-۱۹۹۶
- این دنیا، سپس آتش‌بازی-۱۹۹۷
- لمس-۱۹۹۷
- تغییر چهره-۱۹۹۷
- پالمتتو-۱۹۹۸
- لولو روی پل-۱۹۹۸
- یک پلیس سرسخت-۱۹۹۸
- گوئین‌اور-۱۹۹۹
- نفوذی-۱۹۹۹
- رانده‌شده-۲۰۰۱
- تصویر کلر-۲۰۰۱
- تنبل‌ها-۲۰۰۲
- عاشق دیوانه-۲۰۰۲
- طعمه راک اند رول-۲۰۰۳
- سه‌راه-۲۰۰۴
- یه چیز دیگه-۲۰۰۵
- سرزمین رؤیایی-۲۰۰۶
- مردان اطراف شهر-۲۰۰۶
- ظرف ماهی-۲۰۰۶
- هذیان‌گو-۲۰۰۶
- عشق چیست؟-۲۰۰۷
- پی‌نوشت: دوستت دارم-۲۰۰۷
- فقط تجارت-۲۰۰۸
- گودز: زندگی سخت، فروش دشوار-۲۰۰۹
- رنج عشق-۲۰۱۰
- آن سوی خط: خروج چارلی رایت-۲۰۱۰
- جوی قاتل-۲۰۱۱
- خندیدن با صدای بلند-۲۰۱۲
- ازنفس‌افتاده-۲۰۱۲
- نویسنده بد-۲۰۱۴
- مال-۲۰۱۴
- تابستان جزیره استاتن-۲۰۱۴
- دوست‌پسر مرده من-۲۰۱۶
- بچه‌های بد آکادمی کرستویو-۲۰۱۷
- گربه گمشده کرونا-۲۰۱۷
- اجازه-۲۰۱۷
- غیرقابل تصور-۲۰۱۷
- ۹/۱۱-۲۰۱۷
- بعد از همه‌چیز-۲۰۱۸
- بازدارندگان-۲۰۱۸
- پری دریایی کوچولو-۲۰۱۸
- تقلید-۲۰۲۰
- مبارز در قفس-۲۰۲۰
- بالا رو نگاه نکن-۲۰۲۱
- امیلی جنایتکار-۲۰۲۲
- روز شکرگزاری-۲۰۲۳
- سرزمین‌های مرزی-۲۰۲۴